# ISO 31000
ISO 31000 sirve para la gestión del riesgo, Son normas codificadas por la International Organization for Standardization. El propósito de la norma ISO 31000:2009 es proporcionar principios y directrices para la gestión de riesgos y el proceso implementado en el nivel estratégico y operativo.
En la actualidad, la familia ISO 31000 incluye:
- ISO 31000 - Gestión de Riesgos - Principios y Directrices[1]

- ISO/IEC 31010 - Gestión de Riesgos - Evaluación del Riesgo[2] evaluación técnicas del riesgo

- ISO Guide 73:2009 - Gestión de Riesgos - Vocabulario[3] Gestión

- ISO 31000:2018 - Gestión de Riesgos. Principios y Directrices[4]
- ISO 31050:2023 Gestión de Riesgos. Guía para la gestión de un riesgo emergente con el fin de mejorar la resiliencia [5]

## Alcance
El propósito de la norma ISO 31000 es aplicar y adaptar al público, cualquier empresa pública o privada, comunidad, asociación, grupo o individuo.
Es importante aclarar que esta norma no tiene un propósito de certificación, ya que más bien aporta ciertas directrices para la implementación de una cultura organizacional y además puede ser de gran utilidad para un sistema de gestión ISO 9001 2015.

## Nueva definición de riesgo
La nueva definición abandona la visión del ingeniero ("el riesgo es la combinación de la probabilidad del evento y sus consecuencias") para vincular los riesgos a los objetivos de la organización: "el riesgo es el efecto de la incertidumbre sobre los objetivos" 

## Beneficios para la empresa
- Mejora la Toma de Decisiones

La implementación de la ISO 31000 proporciona a la empresa un enfoque estructurado para identificar, evaluar y gestionar riesgos. Esto facilita la toma de decisiones informadas, ya que los líderes tienen una comprensión más clara de los posibles riesgos asociados con diferentes acciones y estrategias empresariales.
- Optimización de Recursos

Al identificar proactivamente los riesgos y establecer procesos para su gestión, las empresas pueden optimizar la asignación de recursos. Esto evita la pérdida de recursos valiosos en situaciones de crisis y ayuda a la empresa a centrarse en áreas que realmente generen valor.
- Incremento de la Resiliencia Empresarial

La ISO 31000 ayuda a las empresas a desarrollar una cultura de gestión de riesgos que promueve la resiliencia. Al anticipar y prepararse para posibles desafíos, la empresa se vuelve más capaz de adaptarse y recuperarse rápidamente de situaciones adversas, garantizando así su continuidad operativa.
- Fortalecimiento de la Confianza del Cliente y del Mercado

La adopción de estándares internacionales, como la ISO 31000, demuestra el compromiso de la empresa con las mejores prácticas en gestión de riesgos. Esto genera confianza tanto entre los clientes como en el mercado en general, lo que puede resultar en una ventaja competitiva y un fortalecimiento de la reputación de la empresa.
- Cumplimiento Normativo y Legal

La ISO 31000 ayuda a las empresas a cumplir con los requisitos legales y normativos relacionados con la gestión de riesgos. Esto no solo reduce la exposición a posibles sanciones legales, sino que también promueve una cultura empresarial, ética y responsable.
- Innovación y Oportunidades

Al comprender y gestionar los riesgos de manera efectiva, las empresas pueden estar mejor posicionadas para identificar nuevas oportunidades. La ISO 31000 no solo se trata de minimizar amenazas, sino también de capitalizar oportunidades que pueden surgir en un entorno empresarial dinámico.
- Reducción de Pérdidas Financieras

La gestión efectiva de riesgos, según la ISO 31000, contribuye a la reducción de pérdidas financieras derivadas de eventos imprevistos. Al anticipar y planificar la respuesta a posibles crisis, la empresa puede minimizar el impacto económico negativo.

## Los 11 principios de gestión de riesgos
1. "La gestión del riesgo crea valor y la reserva"...
La gestión del riesgo tangiblemente contribuye al logro de los objetivos y mejorar el desempeño de la organización, a través de la revisión de su sistema de gestión y sus procesos. Se trata de cambiar el enfoque para visibilizar el mundo de  eventualidades potenciales en lugar de  hacer foco sobre No conformidades ocurridas, únicamente. Es un gran paso para el mundo de la gestión.
2. "La gestión del riesgo se integra en los procesos organizacionales".
La gestión del riesgo debe integrarse en el sistema de gestión existentes tanto a nivel estratégico y operativo.
3. "La gestión del riesgo está integrada en la decisión de hacer del proceso."
La gestión del riesgo es una ayuda de decisión para las opciones discutidas, para establecer prioridades y seleccionar las acciones más apropiadas
4. "La gestión del riesgo aborda explícitamente la incertidumbre".
Mediante la identificación de riesgos potenciales, la organización puede aplicar reducción de herramientas y el riesgo de financiamiento con el objetivo de maximizar las posibilidades de éxito y minimizar la pérdida de oportunidades.
5. "La gestión del riesgo es sistemática, estructurado y utilizado en forma oportuna".
Los procesos de gestión de riesgo deben ser coherentes en toda la organización para asegurar la efectividad, relevancia, consistencia y fiabilidad de los resultados.
6. "La gestión del riesgo se basa en la mejor información disponible".
Eficaz de gestión de riesgos, es importante considerar y entender toda la información disponible y relevante para una actividad, reconociendo las limitaciones de los datos y los modelos utilizados
7. "La gestión del riesgo es conveniente".
La gestión de los riesgos de una organización se debe adaptar según los recursos disponibles - recursos de personal, finanzas y tiempo - así como su ambiente interno y externo
8. "La gestión del riesgo integra factores humanos y culturales".
La gestión del riesgo debe reconocer la contribución de los individuos y los factores culturales para el logro de los objetivos de la organización.
9. "La gestión del riesgo es transparente y participativa".
Al involucrar a las partes interesadas pertinentes, interna y externa, durante el proceso de gestión del riesgo, la organización reconoce la importancia de la comunicación y consulta en las etapas de identificación, evaluación y tratamiento de riesgos.
10 "La gestión del riesgo es dinámica, iterativa y sensible para cambiar".
La gestión del riesgo debe ser flexible. El entorno competitivo requiere la organización para adaptarse al contexto interno y externo, especialmente cuando nuevos riesgos aparecen, ciertos riesgos se cambian, mientras que otros desaparecen.
11. "La gestión del riesgo facilita la mejora continua de la organización".
Las organizaciones con una madurez en la gestión de riesgo son aquellos que invierten a largo plazo y demostrar la normal realización de sus objetivos.

## Historia
| Año  | Descripción            |  |
| ---- | ---------------------- |  |
| 2009 | ISO 31000 (1ª edición) |  |
| 2018 | ISO 31000 (2ª edición) |  |